# Pawel Gerdschikow

Павел Герджиков

Pawel Dimitrow Gerdschikow (bulgarisch Павел Димитров Герджиков, englisch Pavel Gerdjikov; * 5. Juli 1906 in Schumen; † 2. Juli 1985) war ein bulgarischer Arzt. Er wurde von Yad Vashem als Gerechter unter den Völkern ausgezeichnet.

## Leben
Gerdschikow wuchs in Sofia auf, wo er Medizin studierte. Er zog anschließend nach Berlin, wo er sich auf Innere Medizin spezialisierte. Anschließend kehrte er nach Sofia zurück und etablierte dort eine Privatpraxis. Im Zweiten Weltkrieg arbeitete er als Hauptarzt in einem bulgarischen Militärkrankenhaus, führte aber seine Privatpraxis fort. 
1943 befreite Pawel Gerdschikow vier Kinder aus einem der Todeszüge, die Juden aus den besetzten Gebieten nach Polen in die Vernichtungslager brachten. Die vier Juden stammten aus Griechenland. Gerdschikow vermittelte eines an eine kinderlose benachbarte Familie und drei weitere an ein Kloster.
Zu seinen Patienten zählte auch Aleksandar Belew, der Leiter des Kommissariats für jüdische Fragen. Von diesem erfuhr Gerdschikow von der geplanten Deportation der Juden aus Sofia. So konnte er mehrere Familien rechtzeitig warnen. Die Familie Levi, die sich ebenfalls in seiner Behandlung befand, versteckte er von Mai 1943 bis Januar 1944 in seiner Privatwohnung und versorgte sie mit Lebensmitteln. Er organisierte außerdem gefälschte Pässe für die Familie. Im Sommer 1943 wurde Gerdschikov ausgebombt, während sich die Familie noch in seiner Wohnung befand. Gerdschikov eilte nach Hause, um die verletzte Familie medizinisch zu versorgen. Die jüngste Tochter Erika ließ er operieren und versorgte sie über mehrere Monate unentdeckt im Krankenhaus. Im Schutz der Nacht konnte er die Familie noch am gleichen Abend in das Dorf German bringen. In den Kriegswirren fiel die Familie nicht auf und überlebte so den Zweiten Weltkrieg. 1948 emigrierte sie nach Israel.
Gerdschikov half gleichermaßen auch untergetauchten Kommunisten und verwundeten deutschen Soldaten. Daher wurde er nach Kriegsende von der kommunistischen Regierung verhaftet und verbrachte ein Jahr in Haft. Anschließend arbeitete er weiter als Arzt in Sofia und gründete im Jahr 1964 eine Familie.
1980 wurde er von Yad Vashem als Gerechter unter den Völkern gewürdigt.  Er verstarb 1985 und wurde postum mit einer Medaille des Staates Israel für die Rettung der vier jüdischen Kinder aus dem Todeszug geehrt.